# Makhtar Thioune
El Hadji Makhtar Thioune (* 5. August 1984 in Richard Toll) ist ein senegalesischer Fußballspieler.

## Karriere

### Verein
Thioune begann seine Karriere beim ASC Linguère. Ab 2004 spielte er eineinhalb Jahre lang für den ASC Port Autonome und errang 2005 die senegalesische Fußballmeisterschaft. Im Januar 2006 wechselte er nach Norwegen zum Sarpsborg 08 Fotballforening. Mit Sarpsborg spielte er drei Jahre lang in der Adeccoligaen, bevor er im Januar 2009 zu Molde FK in die Tippeligaen wechselte. Bereits in seiner ersten Saison wurde er mit dem Kniksen Award zum Mittelfeldspieler des Jahres in Norwegen gekürt und stand im Finale um den norwegischen Fußballpokal gegen Aalesunds FK. Thioune steuerte während des Elfmeterschießens einen Treffer bei. 2011 wurde er mit Molde Norwegischer Fußballmeister. Anfang 2012 wurde er an den Karlsruher SC ausgeliehen. Am 17. Februar 2012, dem 22. Spieltag, bestritt Thioune beim Heimspiel gegen Energie Cottbus (2:0) sein erstes Zweitligaspiel, als er in der 74. Minute für Aleksandre Iaschwili eingewechselt wurde. Nach Beendigung der Relegationsspiele gegen Jahn Regensburg ging er zurück nach Molde. Von dort wechselte er zu Viking Stavanger.
Im Januar 2016 wechselte er zum türkischen Zweitligisten Şanlıurfaspor und verließ diesen im nächsten Sommer wieder. Seit 2017 spielt Thioune wieder in Norwegen, in niederen Ligen.

### Nationalmannschaft
Für die senegalesische Fußballnationalmannschaft absolvierte Thioune seit 2006 neun Länderspiele.